# Leonard Eric Newton
Leonard Eric Newton (1936) és un botànic i taxònom ghanès. És especialista en Àloe i en Caralluma.

## Biografia
Desenvolupa activitats acadèmiques en el Departament de Plant & Microbial Sciences, Universitat Keniata, Nairobi.
Ha realitzat excursions botàniques a Àfrica, sobretot al seu país, Ghana, Benín, i Kenya. Així mateix, també per l'oest d'Àsia, inclòs, entre d'altres, al Iemen, i a Europa (Regne Unit), on és investigador del Museu d'Història Natural de Londres. Al llarg de la seva carrera com a recol·lector, ha treballat amb Phillip G. Archer, Henk Jaap Beentje, Susan Carter, David John Goyder, Harry Hall, Heidrun Hartmann, John Jacob Lavranos, Sigrid Schumann, Paul Mutuku Musili, Gilfrid Powys, SA Robertson i Gordon Douglas Rowley. Altres àrees principals de Newton han estat Aloaceae, Asclepiadoideae, Vitaceae, Zamiaceae, Crassulaceae, Scilloideae, Dracaenaceae.

## Algunes publicacions
- t. McCoy, l.e. Newton 2014. A new shrubby species of Aloe in the Imatong Mountains, Southern Suen. Haseltonia 19: 64–65

- l.e. Newton 2013. The genus Aloe in West Africa. The Nigerian Field 77: 21–24

- 2013. An aloe miscellany. Aloe 50: 58–60

- ------------, e. Wabuyele, b. Stedje 2014. Ethnobotanical usis of Sansevieria Thunb. (Asparagaceae) in Coast Province of Kenya. Ethnobotany Cap de bestiar. & Applications 12: 51–69

### Llibres
- 2013. Aloe L., Sansevieria Thunb. a A.D.Q. Agnew, Upland Kenya Wild Flowers and Ferns: 365–370. Nature Kenya, Nairobi.

- 2011. Usis of Succulent Plants in East Africa. Succulenta East Africa, Nairobi. (ISBN 6–164001–728067

- s. Carter, j.j. Lavranos, l.e. Newton, c.c. Walker 2011. Aloes: The Definitive Guide. Royal Botanic Gardens, Kew. ISBN 978–1–84246–439–7 [Reference Book of the Year Finalist, 2011]

- l.e. Newton 2001. CITIS Aloe and Pachypodium Checklist. Eds. Urs Eggli, Gordon D. Rowley & Trustees of the Royal Botanic Gardens Kew / Sukkulenten-Sammlung Zürich, 160 pàg. ISBN 184246034X, ISBN 9781842460344

## Honors
- 2008: Cactus d'OrL'abreviació botànica estandarditzada per citar un tàxon descrit per aquest autor és L.E.Newton[3]